# تیکی

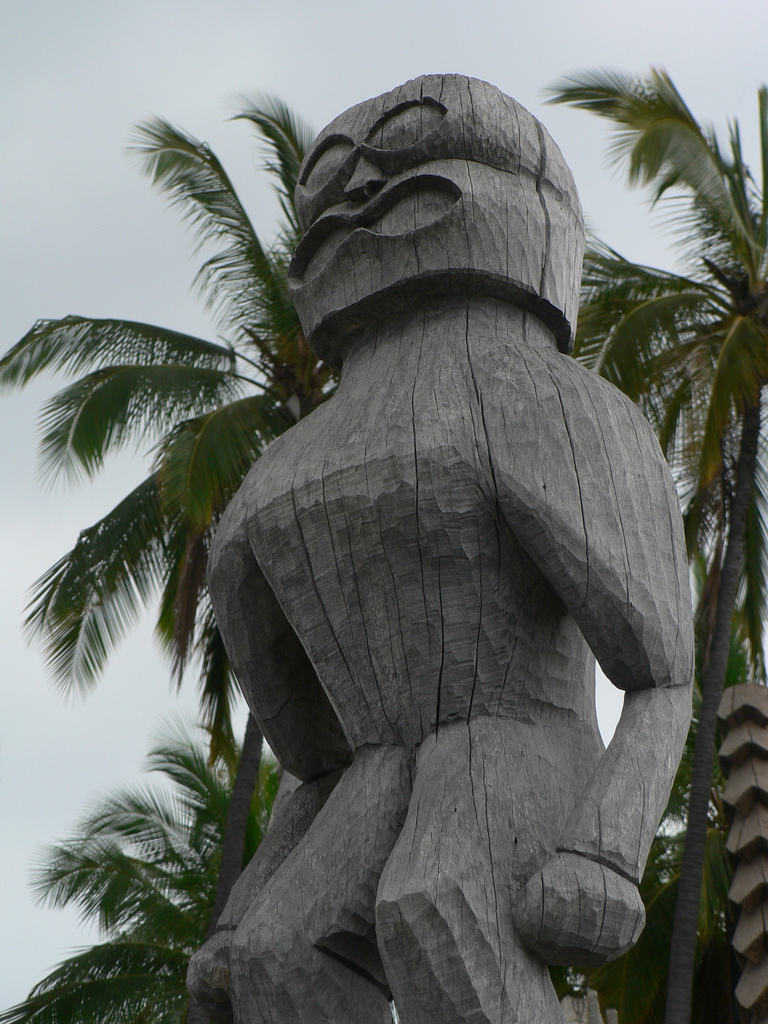
تندیس تیکی در پارک تاریخ ملی Puʻuhonua o Hōnaunau

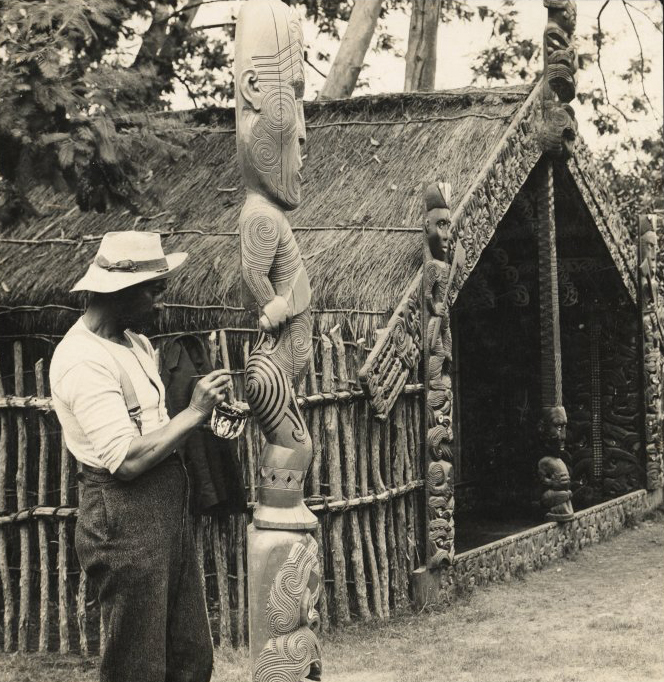
یک مرد مائوری در حال روتوش خال‌کوبی نقاشی شده در یک تیکی چوبی حک شده در واکارِوارِوا (Whakarewarewa) نمونه دهکده، نیوزیلند، ۱۹۰۵.

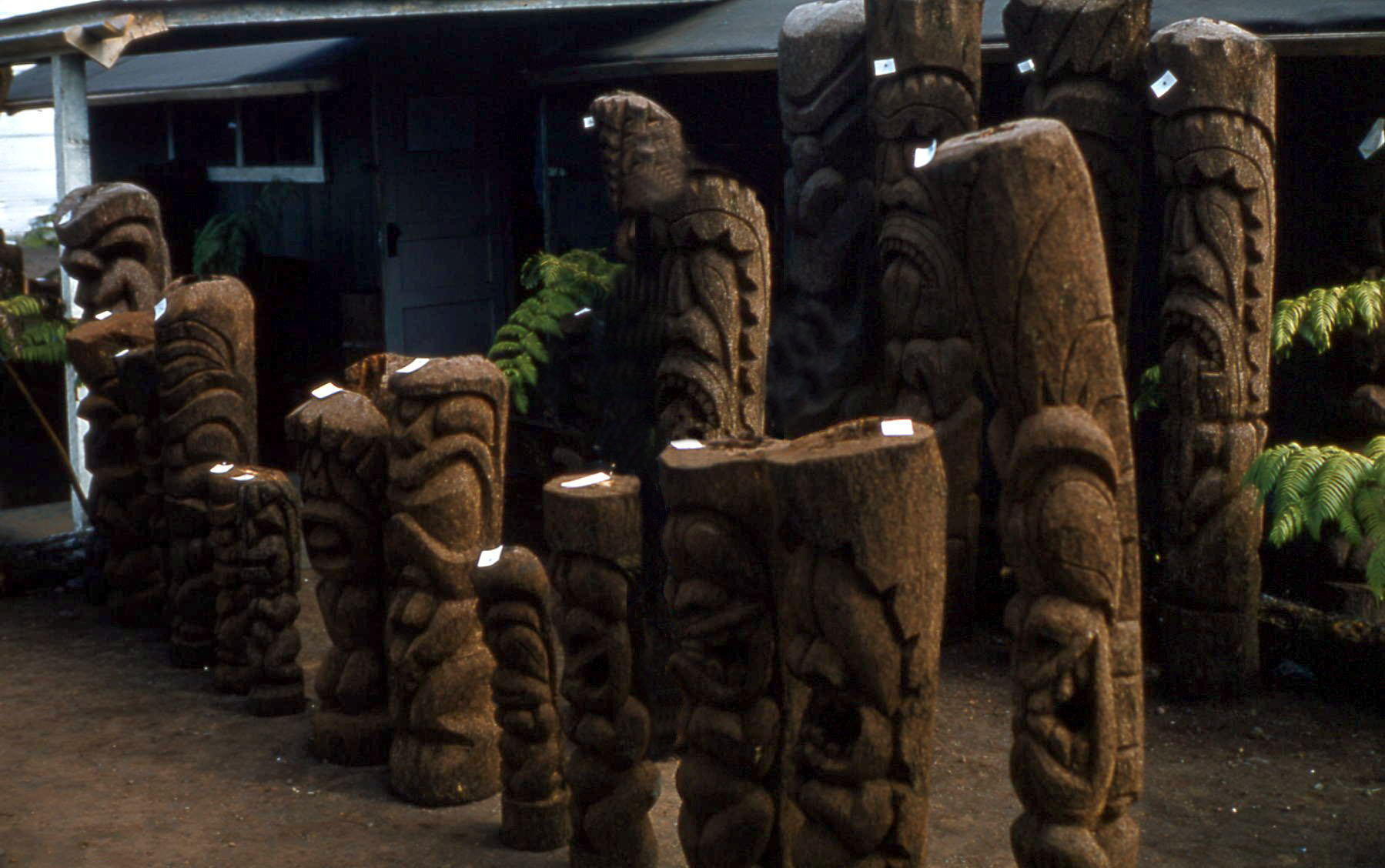
مغازه فروش تندیس تیکی، هاوایی، ۱۹۰۵.

تیکی (به انگلیسی: Tiki)، در اساطیر مائوری اولین انسانی است که توسط توماتائونگا (Tūmatauenga) یا تانه (Tāne) خلق شده است. او اولین زن به نام ماریکوریکو (Mārikoriko) را در حوضچه‌ای پیدا کرد. او را فریب داد و پدر هینه-کاو-آتاتا (Hine-kau-ataata) شد.
به‌طور کلی تیکی یک تندیس بزرگ یا کوچک چوبی یا سنگی به شکل انسان‌نما است، اگرچه این تا حدودی کاربرد قدیمی در زبان مائوری دارد. کنده‌کاری‌هایی شبیه به تیکی‌ها و نمایندگی از اجداد خدایی شده در اکثر فرهنگ‌های پلی‌نزی یافت می‌شود. آنها اغلب برای نشان دادن مرزهای مکان‌های مقدس یا مهم استفاده می‌شود.

## دین
در روایات ساحل غربی جزیره جنوبی نیوزلند، اولین انسان یک زن است که توسط تانه، خدای جنگل‌ها و پرندگان ایجاد شده است. معمولاً نام او «هاین-آهو-وان» (Hine-ahu-one) است. در افسانه‌های دیگر، تانه اولین مرد، تیکی را می‌سازد، سپس برای او همسر می‌سازد. در برخی از نسخه‌های ساحل غربی، خود تیکی، به‌عنوان پسر رنگی و پاپا، اولین انسان را با مخلوط کردن خون خود با خاک ایجاد می‌کند و تانه سپس اولین زن را می‌سازد. گاهی اوقات توماتائونگا خدای جنگ، تیکی را ایجاد می‌کند.
در داستان دیگری اولین زن ماریکوریکو است و تیکی با او ازدواج می‌کند و دختر آنها هینه-کاو-آتاتا است.: 151–152  در برخی از روایات، تیکی آلت تناسلی تانه است: 510–511  و با منشأ عمل باروری مرتبط است.
در یکی از داستان‌های مختلف، تیکی تنها بوده و مشتاق ازدیاد می‌باشد. یک روز با بازتاب تصویر خود در یک استخر او فکر کرد که یک همراه پیدا کرده است و برای تصرف آن در استخر شیرجه زد. تصویر خراب شد و تیکی ناامید شد. او به خواب رفت و وقتی از خواب بیدار شد دوباره بازتاب را دید. او حوض را با خاک پوشاند و زنی به دنیا آورد. تیکی در آرامش با او زندگی می‌کرد تا اینکه یک روز زن با یک مارماهی برانگیخته شد. هیجان او به تیکی منتقل شد و اولین عمل باروری نتیجه گرفت.

### اسامی و لقب‌ها
جان وایت چندین تیکی یا شاید مظاهر تیکی را در سنت مائوری نامگذاری می‌کند:
- تیکی تاهوا، مولد پرندگان
- تیکی کاپاکاپا، زاینده ماهی و پرنده، کشیش‌مرغ
- تیکی آوآها، پیشگام بشریت
- تیکی واکایایا، مولد سیب‌زمینی شیرین

### در جاهای دیگر
در پلی‌نزی کلمه تیکی در زبان نیوزلند مائوری، جزایر کوک مائوری، تواموتوان (Tuamotuan) و مارکیسان (Marquesan) همانند «tiʻi» در تاهیتی و به عنوان «kiʻi» در هاوایی در نظر گرفته می‌شود. این کلمه از زبانهای پلی‌نزی غربی یا از زبان راپا نویی ثبت نشده است.
- در سنت هاوایی اولین مرد کوموهونوآ بود. او توسط کانه، یا توسط کانه، کو و لونو ساخته شد. بدن او از مخلوط کردن زمین قرمز با بزاق ساخته شده است. او به شکل کانه ساخته شد، که زمینی را که انسان از آن ساخته شده بود از چهار گوشه جهان حمل می‌کرد. زنی از یکی از دنده‌های او ساخته شد.[۴]: 511  کانالوئا (Kanaloa) تماشا می‌کرد که کانه اولین مرد را ساخت و او نیز مردی ساخت اما نتوانست او را زنده کند. کانالوئا سپس به کانه گفت: «من مرد تو را می‌گیرم و او می‌میرد.» و مرگ بر سر مردم آمد.[۴]: 151
- در تاهیتی، تیچی (Tiʻi) اولین انسان بود و از خاک سرخ ساخته شده بود. اولین زن آیوی بود که از یکی از استخوان‌های تیچی ساخته شده بود.[۴]: 151
- در جزایر مارکیز، روایات مختلفی وجود دارد. در یک افسانه آته‌آ (Atea) و همسرش مردم را ایجاد کردند. در روایتی دیگر آتانوآ و پدرش آته‌آ انسان‌هایی را به دنیا آوردند.[۴]: 151
- در جزایر کوک، سنت‌ها نیز متفاوت است. در راروتونگا، تیکی نگهبان ورودی به آوائیکی (Avaiki)، دنیای زیرین است. هدایایی به او برای روح کسی که در حال مرگ است داده شد. در مانگایا، تیکی یک زن است، خواهر ویتینی، اولین فردی که به مرگ طبیعی جان سپرد. ورودی آوائیکی (عالم اموات) «شکاف تیکی» نامیده می‌شود.[۴]: 151
- طبق افسانه جزیره ایستر (راپا نویی)، هوتو ماتوآ، اولین رئیس موآی نماد نیاکان را همراه خود آورده است که الگویی برای موآی‌های بزرگ شد. دکتر جو آن ون تیلبرگ از پروژه مجسمه جزیره ایستر در دانشگاه کالیفرنیا، لس‌آنجلس می‌گوید که اولین مجسمه‌های سنگی از راپا نویی سرچشمه گرفته‌اند، اگرچه سنت‌های شفاهی از این امر حمایت نمی‌کنند. برخی دیگر ادعا می‌کنند که اولین مجسمه‌ها در جزایر مارکیز یا جزایر آسترل سرچشمه گرفته‌اند.[۷]